# Herrnbaumgarten
Herrnbaumgarten là một thị xã thuộc huyện Mistelbach trong bang Niederösterreich.